# Xã Valley, Quận Marshall, Minnesota
Xã Valley (tiếng Anh: Valley Township) là một xã thuộc quận Marshall, tiểu bang Minnesota, Hoa Kỳ. Năm 2010, dân số của xã này là 149 người.